# Thorectes distinctus
Thorectes distinctus is een keversoort uit de familie mesttorren (Geotrupidae). De wetenschappelijke naam van de soort werd in 1878 gepubliceerd door Sylvain Auguste de Marseul.